# Под стук трамвайных колёс
«Под стук трамвайных колёс» (яп. どですかでん Додескаден) — фильм режиссёра Акиры Куросавы, вышедший в 1970 году. Это первый цветной фильм режиссёра и последний, снятый в обычном (академическом) формате 1,37:1. В основу сценария фильма легли рассказы Сюгоро Ямамото.
Фильм снимался творческим объединением «Группа из Четырёх всадников» (Акира Куросава, Кэйсукэ Киносита, Масаки Кобаяси, Кон Итикава). Холодный приём публикой стал причиной распада этой группы и попытки самоубийства Куросавы.
Фильм в эпизодической манере повествует об обитателях одной из токийских трущоб, их ежедневных занятиях в попытке свести концы с концами, их надеждах и мечтах.

## Сюжет
Посреди безжизненного и призрачного пейзажа на окраине большого города, как куча отходов, налеплены трущобы. Здесь живёт целая коммуна изгоев, сумасшедших и мудрецов, мечтателей и алкоголиков, по-разному переносящих тяготы невыносимой нищеты в зависимости от характера, возраста и психического состояния. Подросток Рокутан с утра до вечера носится по району, воображая себя за рулём мнимого трамвая и повторяя одну и ту же поговорку: «Додескаден», напоминающий стук колёс по рельсам.
Сима, страдающий нервным тиком, женат на женщине, которую все ненавидят. Когда к Симе приходят друзья, его жена смотрит на них свысока и в любой момент готова перейти к обидам. Однажды вечером это выводит из себя гостя, и тот говорит, что Сима достоин лучшей жены. Он призывает Симу выбросить её за дверь. Тогда муж встаёт на защиту жены, так часто помогавшей ему в жизни. Между мужчинами начинается потасовка. Гость в скором времени понимает свою ошибку и извиняется.
Ретаро, многодетный отец, чья жена заигрывает со всеми подряд, вынужден отвечать на вопросы детей, действительно ли он их отец. Ходят слухи, что все они родились от разных отцов. Он отвечает, что, поскольку он их любит, все они его дети.
Девушка Кацуко днями и ночами до изнеможения мастерит искусственные цветы. Её насилует Кета, муж её тети. Забеременев, она по необъяснимым причинам бьёт ножом торговца сакэ — единственного человека, проявлявшего к ней симпатию. Он не заявляет в полицию. Кета собирает вещи и без лишних слов спасается бегством.
От одного мужа ушла жена, и с тех пор он живёт в прострации, близкой к аутизму. Жена возвращается и безуспешно пытается проникнуть в его мир. Затем идёт снова, так и не сумев выудить из него хотя бы слово.
Двое молодых пьяниц, постоянно накачанных алкоголем, даже не подозревают, что каждый вечер меняются бараками и жёнами. Это постоянная тема кривотолков для местных сплетниц, ведущих светские беседы у фонтана.
Отец маленького мальчика питается объедками, которые сын каждый вечер приносит из городских ресторанов. Мужчина во всех подробностях описывает мальчику дом, который они когда-нибудь приобретут: с решёткой на входе, с бассейном и т. д. Мальчик умирает от пищевого отравления, и отец, закапывая в землю его тело, продолжает думать о роскошном жилище, мечтами о котором он обычно развлекал его.
Старый Тамба, мастер на все руки — добрый дух этого района. Однажды ночью вор крадёт у него чемодан. «Только не это, — говорит Тамба, — там мои инструменты». Вместо чемодана он даёт вору денег и отпускает с миром. Позже он отказывается выдать его полицейскому. Он успокаивает машущего мечом психопата, предложив ему подержать оружие, чтобы тот минутку отдохнул. Отчаявшемуся человеку, который стремится покончить с собой, он даёт яд, который тот немедленно выпивает. Самоубийца тут же передумывает и называет своего благодетеля убийцей. Тогда Тамба говорит ему, что он проглотил безвредный порошок от несварения желудка.
С наступлением темноты Рокутан покидает свой трамвай и возвращается к матери, уставший и довольный, словно рабочий после долгого трудового дня.

## В ролях
- Ёситака Дзуси — Року-тан
- Кин Сугаи — Окуни
- Тосиюки Тономура — Таро Савагами
- Синсукэ Минами — Рётаро Савагами
- Юко Кусуноки — Мисао Савагами
- Дзундзабуро Бан — Юкити Сима
- Киёко Тангэ — господин Сима
- Митио Хино — господин Икава
- Томоко Ямадзаки Кацуко Ватанака

## Награды и номинации
- В 1972 году фильм был номинирован на премию «Оскар» за лучший фильм на иностранном языке.
- В 1971 году картина получила премию «Майнити» за лучшую женскую роль второго плана (Томоко Нараока).